# Liste der DBV-Pokalsieger
Die Liste der DBV-Pokalsieger enthält die deutschen Baseball-Pokalsieger der Herren sowie die Finalisten und Halbfinalisten. Durchgeführt wurde der Wettbewerb vom DBV in den Jahren 1993 bis 2006.
Rekordsieger sind die Buchbinder Legionäre Regensburg, die den Pokal sechs Mal gewinnen konnten, darunter auch fünf Mal in Folge bei den letzten Ausgaben von 2002 bis 2006.

## Liste der Sieger
- Jahr: Nennt das Jahr des Pokalsieges.
- Meister: Nennt den deutschen Baseball-Pokalsieger des entsprechenden Jahres.
- Verein: Nennt den Pokalfinalisten des entsprechenden Jahres. Sollte der Pokal durch ein Rundenturnier ausgespielt worden sein, so wird die zweitplatzierte Mannschaft genannt.
- Ergebnis: Nennt das Ergebnis des Endspiels.
- Halbfinalist 1: Nennt den Halbfinalisten, der gegen den späteren Pokalsieger ausschied. Sollte der Pokal durch ein Rundenturnier ausgespielt worden sein, so wird die drittplatzierte Mannschaft genannt. Ab 2001 wurde der 3. Platz ebenfalls ausgespielt, sodass die Liste ab 2001 an dieser Stelle den Sieger des Spiels um Platz 3 nennt.
- Halbfinalist 2: Nennt den Halbfinalisten, der gegen den späteren Finalisten ausschied. Sollte der Pokal durch ein Rundenturnier ausgespielt worden sein, so wird die viertplatzierte Mannschaft genannt. Ab 2001 wurde der 3. Platz ebenfalls ausgespielt, sodass die Liste ab 2001 an dieser Stelle den Verlierer des Spiels um Platz 3 nennt.

| Jahr | Pokalsieger            | Finalist               | Ergebnis                      | Halbfinalist 1        | Halbfinalist 2      |
| ---- | ---------------------- | ---------------------- | ----------------------------- | --------------------- | ------------------- |
| 1993 | Mainz Athletics        | Karlsruhe Cougars      | 20:6                          | Düsseldorf Senators   | München Brewers     |
| 1994 | Mannheim Tornados      | Mainz Athletics        | 12:4                          | Hochdahl Neandertaler | Kiel Dukes          |
| 1995 | Mannheim Tornados      | München Brewers        | als Rundenturnier ausgespielt | Bremen Crocodiles     | Elmshorn Alligators |
| 1996 | Bonn Capitals          | Bremen Crocodiles      | als Rundenturnier ausgespielt | Leonberg Lobsters     | Trier Cardinals     |
| 1997 | Regensburg Legionäre   | Köln Dodgers           | 16:15                         | Mannheim Amigos       | Lokstedt Stealers   |
| 1998 | Paderborn Untouchables | Mannheim Tornados      | 18:17                         | Friedberg Braves      | Wolfsburg Yahoos    |
| 1999 | Paderborn Untouchables | unbekannt              | unbekannt                     | unbekannt             | unbekannt           |
| 2000 | Lokstedt Stealers      | Mainz Athletics        | 12:2                          | Regensburg Legionäre  | Wolfsburg Yahoos    |
| 2001 | Cologne Dodgers        | Regensburg Legionäre   | 10:5                          | Heidenheim Heideköpfe | Elmshorn Alligators |
| 2002 | Regensburg Legionäre   | Paderborn Untouchables | 10:6                          | Heidenheim Heideköpfe | Wolfsburg Yahoos    |
| 2003 | Regensburg Legionäre   | Cologne Dodgers        | 9:3                           | Lokstedt Stealers     | Friedberg Braves    |
| 2004 | Regensburg Legionäre   | Mannheim Tornados      | 5:1                           | Lokstedt Stealers     | Bennigsen Beavers   |
| 2005 | Regensburg Legionäre   | Paderborn Untouchables | 9:1                           | Erbach Grasshoppers   | Lokstedt Stealers   |
| 2006 | Regensburg Legionäre   | Bonn Capitals          | 12:2                          | Bad Homburg Hornets   | Lokstedt Stealers   |

## Sieger
Nachfolgend aufgeführt sind alle sieben bisherigen Sieger des offiziellen deutschen Baseballpokals sowie die Anzahl ihrer Finalteilnahmen.
| Rang | Mannschaft                      | Anzahl der Pokalsiege | Siegjahre       | Anzahl der Finalteilnahmen |
| ---- | ------------------------------- | --------------------- | --------------- | -------------------------- |
| 1    | Buchbinder Legionäre Regensburg | 6                     | 1997, 2002–2006 | 7                          |
| 2    | Paderborn Untouchables          | 2                     | 1998–1999       | 4                          |
| 2    | Mannheim Tornados               | 2                     | 1994–1995       | 4                          |
| 4    | Cologne Dodgers                 | 1                     | 2001            | 3                          |
| 4    | Mainz Athletics                 | 1                     | 1993            | 3                          |
| 6    | Bonn Capitals                   | 1                     | 1996            | 2                          |
| 7    | Lokstedt Stealers               | 1                     | 2000            | 1                          |